# 1929년 전국동계체육대회 스피드스케이팅 일반부 남자 5000m
1929년 전국동계체육대회 스피드스케이팅 일반부 남자 5000m는 일제강점기 조선 경성부에서 개최된 1929년 전국동계체육대회 스피드스케이팅의 세부 종목이다.

## 경기 결과
3개 조로 나뉘어 경기가 진행되었고, 전체 기록 결과에 따라 최종 순위가 결정되었다.
| 순위 | 조 | 선수   | 소속 | 기록    | 비고 |
| ---- | -- | ------ | ---- | ------- | ---- |
| 1    | C  | 최재은 | 백구 | 11:21.0 |      |
| 2    | A  | 정진원 | 백구 | 12:28.8 |      |
| 3    | A  | 엄점득 | 배재 | 12:37.2 |      |
| 4    | B  | 조상국 | 배재 | 12:43.4 |      |
| 5    | C  | 문병기 | 휘문 | 12:46.6 |      |
| 6    | B  | 김석우 | 배재 | 12:59.6 |      |
| 7    | A  | 조상국 | 양정 | 13:30.2 |      |
| ?    | C  | 장기경 | 배재 | 불명    |      |

## 참고 문헌
- 대한체육회 (1990). 《대한체육회 70년사》.
- 대한체육회 (2011). 《대한체육회 90년사》.
- “제10회 전국동계체육대회 스피드스케이팅 일반부 남자 5000m 결승 경기 결과”. 대한체육회.[깨진 링크(과거 내용 찾기)]